# آندره رینولدز دوم
آندره رینولدز دوم (انگلیسی: Andre Reynolds II؛ زادهٔ ۲ مهٔ ۲۰۰۱) بازیکن فوتبال اهل ایالات متحده آمریکا است.
از باشگاه‌هایی که در آن بازی کرده‌است می‌توان به شیکاگو فایر اشاره کرد.